# Lực lượng Cảnh sát Hồng Kông
Lực lượng Cảnh sát Hồng Kông (HKPF; tiếng Trung: 香港警務處, Hương Cảng cảnh vụ xứ) là cơ quan điều tra, thực thi pháp luật, và là hàng ngũ kỷ luật lớn nhất thuộc Cục Bảo an của Hong Kong. Thành lập vào ngày 1 tháng 5 năm 1844 bởi chính phủ Thuộc địa Anh ở Hong Kong, lực lượng đầu tiên gồm 32 sĩ quan. Năm 1969, Nữ hoàng Elizabeth Đệ nhị phong tặng chữ "Hoàng gia" cho cơ quan này, và tên chính thức trở thành Lực lượng Cảnh sát Hoàng gia Hồng Kông (RHKP), nhưng vào năm 1997 chữ "Hoàng gia" bị gỡ bỏ khi Hong Kong được trao trả về cho Trung Quốc.
Theo nguyên tắc một quốc gia, hai chế độ, nhà chức trách ở Đại lục không được can thiệp vào công việc hành pháp của Hong Kong. Vì vậy, HKPF hoàn toàn độc lập, không chịu sự kiểm soát của Bộ Công an Trung Quốc.
Hong Kong đã liên tục đứng trong top 10 của BXH Báo cáo Năng lực cạnh tranh Toàn cầu về mức độ tin cậy của lực lượng cảnh sát. Nếu tính luôn Lực lượng Cảnh sát Phụ trợ Hong Kong và số nhân viên hành chính, tổng nhân lực của cảnh sát là hơn 34.000 người, đứng thứ 2 thế giới về tỉ lệ số cảnh sát trên số thường dân năm 2014. Bộ phận Cảnh sát biển có khoảng 3.000 người và 143 tàu thuyền vào năm 2009, là bộ phận cảnh sát biển lớn nhất trong tất cả các lực lượng cảnh sát dân sự.

## Lịch sử
Cảnh sát Hong Kong đã bắt đầu phục vụ không lâu sau khi hòn đảo này trở thành thuộc địa năm 1841. Ngày 30 tháng 4 năm 1841, hơn 3 tháng kể từ khi người Anh tới Hong Kong, Hạm trưởng Charles Elliot đã thành lập một lực lượng cảnh sát ở thuộc địa mới này. Vị cảnh sát trưởng đầu tiên là Đại uý William Caine, kiêm luôn chức Tổng Thẩm phán. Lực lượng cảnh sát được chính thức ra đời ngày 1/5/1844.
Thập niên 50 thế kỷ XX, Hong Kong bắt đầu thời kỳ rực rỡ trên toàn cầu suốt 40 năm, trong thời gian này Lực lượng Cảnh sát đã giải quyết nhiều vấn đề thách thức sự ổn định của Hong Kong. Từ năm 1949 đến 1989, Hong Kong đã đón nhận vài làn sóng nhập cư khổng lồ từ Trung Quốc đại lục, đáng chú ý nhất là năm 1958. Trong những năm 1970 và 1980, một lượng lớn thuyền nhân Việt Nam đã đến Hong Kong, đặt ra những thách thức, trước tiên cho Cảnh sát biển, thứ nhì là các sĩ quan quản lý hàng chục trại tỵ nạn trên lãnh thổ, và cuối cùng là những người chịu trách nhiệm cưỡng chế hồi hương. Cảnh sát Hong Kong đã được trao Hiến chương Hoàng gia năm 1969 vì thành công giải quyết vụ bạo loạn Hong Kong năm 1967, và được đổi tên thành: Lực lượng Cảnh sát Hoàng gia Hong Kong (Phồn thể: 皇家香港警務處).
Việc tuyển mộ người châu Âu vào cảnh sát chấm dứt năm 1994, và năm 1995, Cảnh sát Hoàng gia Hong Kong nhận trách nhiệm tuần tra biên giới với Trung Quốc. Trước năm 1995, Quân đội Anh chịu trách nhiệm tuần tra biên giới. Cảnh sát đã đóng vai trò nổi bật trong quá trình bàn giao chủ quyền vào năm 1997 và thực hiện nghi lễ chào cờ trong mỗi lễ kỷ niệm.
Trong thời gian gần đây, lực lượng cảnh sát đã đóng vai trò nổi bật trong việc xử lý các cuộc biểu tình ở Hong Kong năm 2014.

### Huy hiệu và cờ

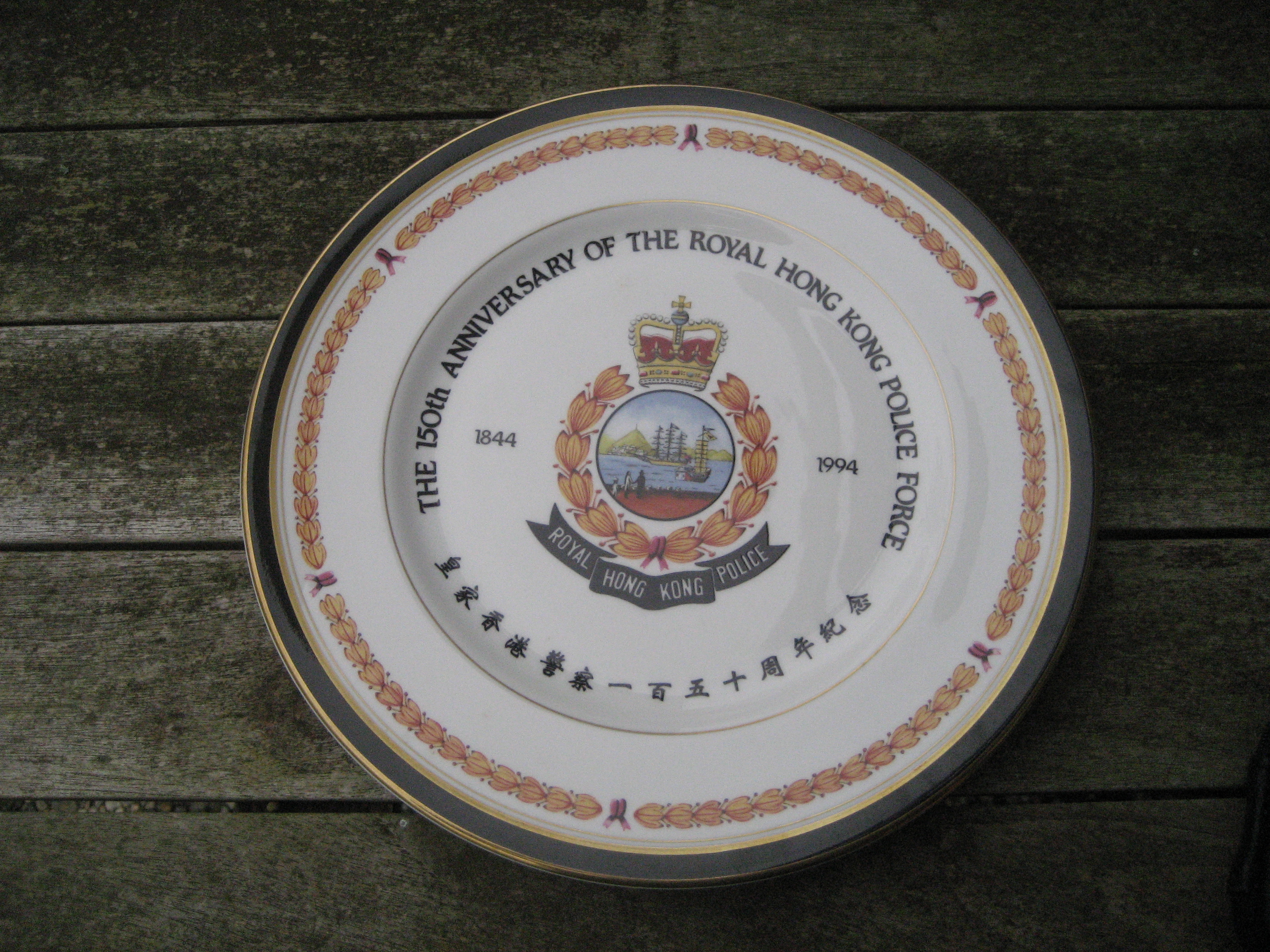
Đĩa Royal Worcester bằng gốm sứ xương tinh luyện. Kỷ niệm 150 năm thành lập Cảnh sát Hoàng gia Hong Kong, 1844-1994.

Huy hiệu cảnh sát hiện tại được chính thức sử dụng năm 1997 để từ bỏ các biểu tượng chủ quyền của Anh. Những thay đổi về huy hiệu bao gồm: Vương miện Thánh Edward thay thế bằng một bông hoa dương tử kinh; tên gọi chính thức đổi từ đơn ngữ "Royal Hong Kong Police" sang song ngữ "香港 Hong Kong Police 警察"; hình ảnh huy hiệu đã thay đổi từ hình vẽ mô tả một con tàu Anh ở cảng Victoria, sang hình ảnh hiện đại của đảo Hong Kong và khung cảnh các cao ốc (Toà nhà chính phủ Queensway, Cao ốc Ngân hàng Trung Quốc, Tòa thị chính, Cao ốc HSBC Hong Kong và Quảng trường Giao dịch).
Các thay đổi về cờ hiệu bao gồm thay thế lá cờ Blue Ensign có chứa huy hiệu cũ với một lá cờ màu xanh đơn giản có huy hiệu mới ở chính giữa.

## Cấu trúc
Lực lượng cảnh sát do Sở trưởng Cảnh sát đứng đầu, bên dưới là 3 Phó Sở trưởng; một Phó Sở trưởng - chi Hành động giám sát tất cả những hành động và việc điều tra tội phạm, một Phó Sở trưởng - chi Quản lý chịu trách nhiệm chỉ đạo và điều phối quản lý, bao gồm những công việc nhân sự, huấn luyện và quản lý, một Phó Sở trưởng - chi An ninh Quốc gia chịu trách nhiệm về bộ phận An ninh Quốc gia, nơi xử lý các hành vi dụ dỗ, khủng bố và cấu kết với các chính phủ nước ngoài.
Về mặt thực thi pháp luật hàng ngày (chi Hành động), lực lượng cảnh sát chia làm 6 tổng khu: Đảo Hong Kong; Đông Cửu Long; Tây Cửu Long; Bắc Tân Giới; Nam Tân Giới; và Thủy cảnh. Tổng hành dinh gồm 5 Sở (department): Hành động và Chi viện; Hình sự và Bảo an (thuộc chi Hành động); Nhân sự và Huấn luyện; Quản lý; Tài chính, Hành chính và Kế hoạch (thuộc chi Quản lý).
Các tổng khu khá tự chủ trong hành động và quản lý hàng ngày, mỗi tổng khu đều có tổng bộ riêng, bao gồm những cánh hành chính và hành động, các đội Xung phong, Cảnh sát giao thông và điều tra tội phạm. Mỗi tổng khu (region) được chia thành các cảnh khu (district) và các phân khu (division), tiểu khu (sub-division). Hiện tại có 23 cảnh khu. Hoạt động của cảnh sát ở Đảo Hong Kong, Cửu Long và các thị trấn chính ở Tân Giới cũng theo một mô hình tương tự. Cảnh khu Đường sắt chịu trách nhiệm về luật pháp và trật tự trên đường tàu điện ngầm MTR chạy qua hầu hết các cảnh khu.
Cảnh khu Đường sắt đặt trụ sở tại số 2 đường Triệu Nghiệp, Quan Đường, chịu trách nhiệm tuần tra trên đường tàu MTR.

### Hành động và Chi viện (Tổng Cục 'A')
Các hành động của Lực lượng Cảnh sát được điều phối bởi Sở Hành động & Chi viện. Hành động trên bộ và Chi viện chia thành 6 tổng khu, còn các vấn đề hàng hải được quản lý bởi cảnh sát biển, tổ chức thành một Tổng khu Thủy cảnh duy nhất. Mỗi Tổng khu trên bộ bao gồm 2 cánh (wing), cánh Hành động và cánh Chi viện, và một tổng bộ cảnh sát giao thông (thuộc cánh Hành động). Bộ môn này chịu trách nhiệm xây dựng và thực hiện các chính sách, giám sát hoạt động và triển khai hiệu quả nhân sự và nguồn lực. Cánh Hành động chịu trách nhiệm chống khủng bố, an ninh nội bộ, các biện pháp chống nhập cư bất hợp pháp, xử lý bom và lập kế hoạch dự phòng cho thảm họa thiên nhiên, quản lý Đội cảnh khuyển.

#### Hành động
Cánh Hành động bao gồm 3 phần: Cục  Hành động, Cục  Cảnh sát Cơ động và Cục Xử lý Chất nổ.
Cục Hành động bao gồm Tổ Hành động, Tổ Chống khủng bố và An ninh Nội bộ, Tổ Tìm kiếm và Trọng điểm (gồm Đội Cảnh sát Tìm kiếm và Đội cảnh khuyển). Cục này thực hiện việc bố trí nhân sự cho các hành động, gồm đặt ra và phổ biến các mệnh lệnh Cảnh sát liên quan, an ninh biên giới, triển khai các nguồn lực và liên lạc với đơn vị đồn trú Hong Kong. Trung tâm Chỉ huy và Kiểm soát tổng khu thuộc Tổ Hành động cung cấp các phương tiện để thực hiện kiểm soát nguồn lực ở cả cấp tổng khu và cấp cảnh khu. Đây cũng là một trung tâm thông tin để truyền thông tin đến Tổng bộ CCC và các cơ quan khác. Được trang bị Hệ thống Điều khiển và Chỉ huy bằng Máy tính Nâng cao, mỗi Trung tâm nhận các cuộc gọi theo số 999 từ công chúng và cung cấp dịch vụ nhanh chóng và hiệu quả cho các nhân viên cảnh sát hành động. Nhiệm vụ của Đội Xung phong thuộc Tổ Hành động là phản ứng nhanh đối với các tình huống khẩn cấp như cuộc gọi 999, và hiện diện nhanh chóng tiếp thêm nhân lực mặc cảnh phục trên mặt đất để chống tội phạm. Một Đội Xung phong (EU) bao gồm một 1 tổng bộ chính và 4 trung đội trực luân phiên theo 3 ca.
Đội Cảnh sát Cơ động (PTU) cung cấp nhân lực dự bị tức thời trong trường hợp khẩn cấp quy mô lớn. Các đơn vị đại đội được chia đến tất cả các vùng trên bộ, họ luôn sẵn sàng cho an ninh nội bộ, kiểm soát đám đông, hành động chống tội phạm, ứng phó thảm họa và kiểm soát bạo loạn trên toàn thể Hong Kong. PTU cũng bao gồm Đội Phi Hổ (SDU) chuyên chống khủng bố và giải cứu con tin.
Cục Xử lý Chất nổ (EODB) là một đơn vị độc lập đặc biệt trong cánh Hành động và Chi viện. Trách nhiệm chính của họ là xử lý bom cả trên cạn và dưới nước, đào tạo sĩ quan về các vấn đề liên quan đến chất nổ, kiểm tra việc lưu trữ đạn dược và chất nổ.
Còn lại bao gồm Trung tâm Phòng chống và Kiểm soát Nhập cư Bất hợp pháp, chịu trách nhiệm thu thập tình báo và giám sát các hành động liên quan đến người nhập cư bất hợp pháp từ Trung Quốc và Việt Nam. Đội ngũ Quản lý thực hiện các chính sách do Tổng Chỉ huy tổng khu đặt ra và chịu trách nhiệm quản lý chung trong tổng khu. Trách nhiệm của họ gồm quan hệ cộng đồng, quan hệ với nhân viên và thẩm phán. Đội ngũ Hình sự chịu trách nhiệm điều tra các tội phạm nghiêm trọng và liên cảnh khu. Ngoài ra, đội này còn thu thập, đối chiếu và đánh giá thông tin tình báo về tội phạm và hoạt động tội phạm trong tổng khu.

#### Chi viện
Mỗi Tổng khu có 1 cánh Chi viện riêng. Cánh Chi viện giám sát việc thực hiện và sắp xếp chi viện cho các hành động, bao gồm xây dựng chính sách cho cả cảnh sát chính quy và Lực lượng Cảnh sát Phụ trợ, cập nhật các dụng cụ và thiết bị. Cánh này cũng thực hiện chức năng cấp nhiều loại giấy phép khác nhau. Tất cả các hoạt động quan hệ công chúng được Cục Quan hệ công chúng của Cảnh sát sắp xếp.
Một cánh Chi viện bao gồm Tổng bộ Giao thông, Cục Chi viện và Cục Quan hệ Công chúng.
Tổng bộ Giao thông chịu trách nhiệm soạn thảo các chính sách và thủ tục về các vấn đề liên quan đến giao thông, phối hợp thực hiện và giám sát hiệu quả những quy định này; xử lý tất cả các vụ truy tố về giao thông như xử lý giấy triệu tập giao thông và vé phạt cố định, thu thập và duy trì dữ liệu liên quan đến giao thông như giám sát các thay đổi trong luật giao thông. Tổng bộ Giao thông còn cố vấn cho các vấn đề về quản lý giao thông đường bộ, kiểm tra các mô hình giao thông địa phương và các dự án cơ sở hạ tầng lớn mới; xây dựng, giám sát, điều phối và đánh giá an toàn đường bộ, các chương trình chấp pháp và kế hoạch quản lý giao thông; chịu trách nhiệm quản lý lực lượng Điều tiết Giao thông - những người phụ trợ Cảnh sát trong việc kiểm soát giao thông và xử lý trường hợp đỗ xe trái phép. Tổng bộ Giao thông gồm Cục Quản lý Giao thông, Cục Truy tố Giao thông Trung ương và Cục Quản lý.

### Hình sự và Bảo an (Tổng Cục "B")
Sở Hình sự và Bảo an chịu trách nhiệm về an ninh và điều tra tội phạm. Cánh Hình sự gồm một số Cục hành động và các đội chuyên môn. Những Cục hành động chịu trách nhiệm trong những lĩnh vực đặc biệt về hoạt động tội phạm còn các đội chuyên môn chi viện cho những đội hành động, giải quyết nhiều vụ việc khác nhau như bạo hành trẻ em, bạo hành gia đình và bảo vệ nhân chứng. Cánh Bảo an bảo vệ nhân vật VIP và điều phối về an ninh, chống khủng bố.

#### Hình sự
Cục chống Xã hội đen và Tội phạm có tổ chức (OCTB hay O ký) điều tra những tội ác nghiêm trọng và có tổ chức, liên quan tới tất cả các loại tội phạm như ăn trộm / buôn lậu xe cộ, buôn người, buôn vũ khí, mại dâm, ma tuý, đòi nợ thuê, đánh bạc có tổ chức và tống tiền. Cục này cũng điều tra các tổ chức xã hội đen và tội phạm có tổ chức.
Cục Tình báo Hình sự (CIB) là cơ quan trung tâm về tình báo liên quan tới tội phạm và hình sự. Sau khi phân tích và đánh giá, họ phổ biến tình báo đến các đơn vị điều tra tội phạm theo yêu cầu. Ngoài ra, CIB hợp tác chặt chẽ với OCTB và các cơ quan khác thuộc cánh Hình sự trong việc trấn áp xã hội đen và các tập đoàn tội phạm có tổ chức. Để tăng cường khả năng tình báo hình sự, CIB cũng tổ chức các khóa đào tạo và hội thảo liên quan cho điều tra viên. Phòng Điều tra Tội phạm (CID) là các phân ban đặt tại mỗi cảnh khu.
Cục  điều tra Tội phạm Thương nghiệp (CCB) điều tra các hành vi phạm pháp nghiêm trọng trong thương mại và kinh doanh, tội phạm liên quan đến máy tính, giả mạo các công cụ tài chính, thẻ căn cước và thẻ thanh toán, làm giả tiền tệ và tiền xu. Cục này liên lạc chặt chẽ với các cơ quan chấp pháp quốc tế về trao đổi thông tin tình báo và yêu cầu điều tra hành vi tội phạm liên quan đến các giao dịch thương mại.
Cục điều tra Ma tuý (NB) điều tra các vụ án ma túy nghiêm trọng như nhập khẩu và sản xuất thuốc bất hợp pháp, thu thập thông tin tình báo liên quan đến các hoạt động ma túy; tiến hành điều tra cùng các cơ quan chấp pháp ở nước ngoài khi việc buôn ma túy quốc tế có dính tới Hong Kong. Cục này cũng điều tra tài chính bằng cách sử dụng các quyền hạn được ban hành theo Pháp lệnh buôn bán ma túy (Thu hồi tiền tố tụng), Pháp lệnh về tội phạm có tổ chức, Pháp lệnh Tội án nghiêm trọng và Pháp lệnh (Các biện pháp chống khủng bố) của Liên Hợp Quốc.
Nhóm Chi viện bao gồm những đơn vị phụ trợ về kỹ thuật và chuyên môn cho công tác điều tra như Cục Ghi chép Hình sự (CRB), Cục Giám chứng (IB), Cục Giám định Vũ khí (FFED), Đội Chính sách Bảo vệ Trẻ em,... Nhóm này cũng chịu trách nhiệm liên lạc về các vấn đề pháp y và pháp chứng.

#### Cục Bảo Vệ (SW)
Cánh Bảo an (tiếng Trung: 保安部) chịu trách nhiệm những vấn đề an ninh như bảo vệ nhân vật VIP, hợp tác an ninh và chống khủng bố.
- Đội Bảo vệ Nhân chứng (WPU)
  - Đội Bảo vệ Nhân vật VIP (VIPPU)
  - Tổ Đàm phán Cảnh sát

### Nhân sự và Huấn luyện (Tổng Cục  "C")

#### Cục Nhân sự
Cánh Nhân sự mang tất cả những chức năng quản lý nhân sự cơ bản, bao gồm tuyển dụng, thăng tiến, quan hệ với nhân viên và các vấn đề phúc lợi.
Những năm gần đây, Cánh Nhân sự cũng đã khẳng định gần như độc quyền trong việc xử lý các thủ tục khiếu nại kỷ luật đối với cấp Thanh tra và cấp Hạ sĩ quan..

#### Cục Huấn luyện
Học viện Cảnh sát Hong Kong chịu trách nhiệm cho tất cả các vấn đề liên quan đến đào tạo ngoại trừ đào tạo về an ninh nội bộ, Lực lượng phụ trợ và Cảnh sát biển. Việc huấn luyện do Học viện Cảnh sát thực hiện, bao gồm tuyển dụng và đào tạo tiếp nối, huấn luyện về điều tra tội phạm, lái xe cảnh sát và huấn luyện tác chiến có vũ khí. Việc đào tạo về công nghệ thông tin, kỹ năng chỉ huy, đào tạo quản lý trong và ngoài nước, một số khóa học chuyên sâu và khóa học định kỳ về súng đạn và sơ cứu cũng được Học viện Cảnh sát thực hiện.
- Nhạc đội Cảnh sát Hong Kong

### Công việc Quản lý (Tổng Cục "D")

#### Hệ thống Thông tin
Cánh này gồm hai nhánh nhỏ và 1 Cục, chịu trách nhiệm về liên lạc, công nghệ thông tin và kinh doanh.
Nhánh Liên lạc thiết kế, mua, kiểm tra và duy trì tất cả các mạng và thiết bị liên lạc gồm radio, video, thiết bị điều hướng, radar phát hiện tốc độ, điện thoại di động, máy nhắn tin, điện thoại văn phòng và thiết bị bắn mini. Nhánh Công nghệ Thông tin lập kế hoạch, phát triển, triển khai, vận hành và bảo trì các hệ thống công nghệ thông tin. Họ có hơn 10,000 thiết bị đầu cuối được cài đặt trên khắp Hong Kong để phụ trợ trong các lĩnh vực chỉ huy và kiểm soát, hồ sơ tội phạm, phân tích tình báo tội phạm, nhận dạng dấu vân tay, báo án, lập kế hoạch và quản lý nguồn nhân lực, quản lý vận tải, cấp phép và thư điện tử. Cục Dịch vụ Kinh doanh giải quyết nhu cầu kinh doanh của 5 bộ môn trong Cảnh sát. Cục này gồm Phòng Dịch vụ Kinh doanh, Phòng Cảnh sát điện tử và Phòng Hệ thống chính đóng vai trò là "Chủ sở hữu" của Hệ thống cho các hệ thống được sử dụng trên toàn Lực lượng Cảnh sát.

#### Chất lượng Dịch vụ
Cánh này chịu trách nhiệm cải thiện phục vụ của cảnh sát. Gồm ba nhánh: Đánh giá Hiệu suất, Nghiên cứu và Kiểm tra, Khiếu nại và Điều tra nội bộ (CII).

### Tài chính, Hành chính và Kế hoạch (Tổng Cục  "E")
Cánh Tài chính chịu trách nhiệm quản lý tài chính, các cửa hàng và kiểm toán nội bộ của Cảnh sát. Cánh Hành chính chịu trách nhiệm về các nhân viên dân sự, các vấn đề thành lập lực lượng và quản lý Bảo tàng Cảnh sát.

## Cấp bậc và phù hiệu
Cảnh sát Hong Kong tiếp tục sử dụng cấp bậc và phù hiệu tương tự như Cảnh sát Hoàng gia Anh. Trước năm 1997, Vương miện Thánh Edward vẫn còn xuất hiện trên phù hiệu, sau đó được thay bằng huy hiệu có hình hoa dương tử kinh của chính phủ Hồng Kông. Bông hoa trên phù hiệu sĩ quan: thay thế hình trong Huân chương Bath bằng hình hoa dương tử kinh ở chính giữa. Huy hiệu của Lực lượng Cảnh sát cũng được sửa đổi vào năm 1997.
| Cấp        | Chức vụ                                                                                    | Hình dạng quân hàm trên vai                                                 | Trên cổ áo        | Trên nón sĩ quan         |
| ---------- | ------------------------------------------------------------------------------------------ | --------------------------------------------------------------------------- | ----------------- | ------------------------ |
| Hiến ủy    | 1. Sở trưởng (Commissioner of Police - 警務處長)                                           | 1 huy hiệu Chính phủ + 1 bông hoa + 2 dùi cui đặt chéo trên vòng nguyệt quế | 1 tầng lá         | 2 tầng lá trên lưỡi trai |
| Hiến ủy    | 2. Phó Sở trưởng (Deputy Commissioner of Police - 警務處副處長)                            | 1 huy hiệu Chính phủ + 2 dùi cui đặt chéo trên vòng nguyệt quế              | 1 tầng lá         | 2 tầng lá trên lưỡi trai |
| Hiến ủy    | 3. Trợ lý Sở trưởng Cao cấp (Senior Assistant Commissioner of Police - 警務處高級助理處長) | 1 bông hoa + 2 dùi cui đặt chéo trên vòng nguyệt quế                        | 1 tầng lá         | 2 tầng lá trên lưỡi trai |
| Hiến ủy    | 4. Trợ lý Sở trưởng (Assistant Commissioner of Police - 警務處助理處長)                    | 2 dùi cui đặt chéo trên vòng nguyệt quế                                     | 1 tầng lá         | 2 tầng lá trên lưỡi trai |
| Hiến ủy    | 5. Tổng Cảnh ti (Chief Superintendent of Police - 總警司)                                  | 1 huy hiệu Chính phủ + 2 bông hoa                                           | Huy hiệu Cảnh sát | 1 tầng lá trên lưỡi trai |
| Hiến ủy    | 6. Cảnh ti Cao cấp (Senior Superintendent of Police - 高級警司)                            | 1 huy hiệu Chính phủ + 1 bông hoa                                           | Huy hiệu Cảnh sát | 1 tầng lá trên lưỡi trai |
| Hiến ủy    | 7. Cảnh ti (Superintendent of Police - 警司)                                               | 1 huy hiệu Chính phủ                                                        | Huy hiệu Cảnh sát | 1 tầng lá trên lưỡi trai |
| Thanh tra  | 8. Tổng Thanh tra (Chief Inspector of Police - 總督察)                                     | 3 bông hoa                                                                  | Huy hiệu Cảnh sát | Không                    |
| Thanh tra  | 9. Thanh tra Cao cấp (Senior Inspector of Police - 高級督察)                               | 2 bông hoa + 1 vạch ngang                                                   | Huy hiệu Cảnh sát | Không                    |
| Thanh tra  | 10. Thanh tra (Inspector of Police - 督察)                                                 | 2 bông hoa                                                                  | Huy hiệu Cảnh sát | Không                    |
| Thanh tra  | 11. Thanh tra Tập sự (Probationary Inspector of Police - 見習督察)                         | 1 bông hoa                                                                  | Huy hiệu Cảnh sát | Không                    |
| Hạ sĩ quan | 12. Cảnh Trưởng (Station Sergeant - 警署警長)                                              | 1 huy hiệu Cảnh sát                                                         | Huy hiệu Cảnh sát | Không                    |
| Hạ sĩ quan | 13. Trung sĩ (Sergeant - 警長)                                                             | 3 vạch chữ V hướng xuôi + số hiệu cảnh sát                                  | Không             | Không                    |
| Hạ sĩ quan | 14. Cảnh viên Cao cấp (Senior Police Constable - 高級警員)                                 | 1 vạch chữ V hướng xuôi + số hiệu cảnh sát                                  | Không             | Không                    |
| Hạ sĩ quan | 15. Cảnh viên (Police Constable - 警員)                                                    | Số hiệu cảnh sát trên nền trơn                                              | Không             | Không                    |

## Đồng phục
Đồng phục cảnh sát hiện tại được áp dụng từ năm 2005, bao gồm:
Các đơn vị mặc cảnh phục: Áo khoác màu xanh đen có chữ "Police" bằng tiếng Anh và tiếng Hoa, viết bằng chất liệu phản quang màu trắng trên lưng và trên ngực trái. Hầu hết nhân viên cảnh sát mặc sơmi xanh da trời, riêng sĩ quan từ Thượng sĩ trở lên mặc sơmi trắng. Tất cả nhân viên cảnh sát đều mặc quần tây xanh đen và đội nón sĩ quan đen.
Các đơn vị tác chiến: đồng phục giống hệt các đơn vị mặc cảnh phục, nhưng đội nón beret thay vì nón sĩ quan, và ống quần phải túm trong giày bốt. Khi có bạo loạn thì đội nón bảo hộ cảnh sát.
- Trang phục rằn ri (vd: SBD và đội Phi Hổ)
- Quân phục chiến đấu (vd: đội Phi Hổ)

Cảnh sát giao thông: Áo khoác phản quang màu vàng và quần jodhpurs xanh đen. Trong thời tiết nóng, có thể thay bằng áo vest phản quang có tay áo màu trắng.
Từ năm 1997, tất cả thanh tra cảnh sát và nhân viên tuần tra không còn mang còi trên đồng phục. Đồng phục mùa hè và mùa đông khi đó vẫn tiếp tục được sử dụng tới năm 2005.
Quân hàm của Cảnh viên Cao cấp (SPC), Trung sĩ và Thượng sĩ chuyển vị trí từ tay áo lên cầu vai.

### Đồng phục đại lễ
Cả bộ complê trắng hoặc đen. Thiết kế thanh kiếm dựa trên mẫu kiếm của sĩ quan bộ binh Anh năm 1897, sử dụng trong những dịp trọng đại như diễn hành, nghi lễ. Lực lượng Cảnh sát Hồng Kông còn được trang bị một chiếc còi đen trên túi áo phải và phù hiệu trên cổ áo đối với sĩ quan cao cấp, đeo thắt lưng Sam Browne.

### Đồng phục hàng ngày
Đồng phục mùa hè: Sơmi ngắn tay bằng vải khaki xanh lục và quần tây hoặc quần soọc Bermuda, đeo thắt lưng Sam Browne đen. Nữ cảnh sát mặc sơmi mùa hè màu be với váy. Mẫu đồng phục này được áp dụng tới khoảng năm 2005 thì đổi thành một phiên bản hiện đại hơn của đồng phục mùa đông, mặc suốt cả năm. Mẫu đồng phục xanh lục chỉ còn xuất hiện trong một số phim Hong Kong và Hollywood xưa.
Đồng phục mùa đông: Sơmi màu xanh của hoa thanh cúc (sĩ quan cao cấp thì màu trắng), thắt càvạt đen, khoác áo Áo măng tô màu xanh đen và đeo thắt lưng Sam Browne, quần tây xanh đen. Khi thời tiết nóng có thể cởi áo Măng tô.
Trước năm 1998, tất cả sĩ quan đều mang dây còi, sợi dây đôi chạy từ vai trái (dưới cầu vai) gắn với còi cảnh sát đặt trong túi áo trái. Tất cả dây còi đều màu đen, nhưng nếu sĩ quan nào nhận được bằng khen của Sở trưởng Cảnh sát hay của Thống đốc Hong Kong, thì được đeo dây thắt xen kẽ 3 màu đen-vàng-đỏ (màu của Lực lượng Cảnh sát Hồng Kông) (nhận bằng khen của Sở trưởng) hoặc dây màu đỏ (nhận bằng khen của Thống đốc).

## Phương tiện

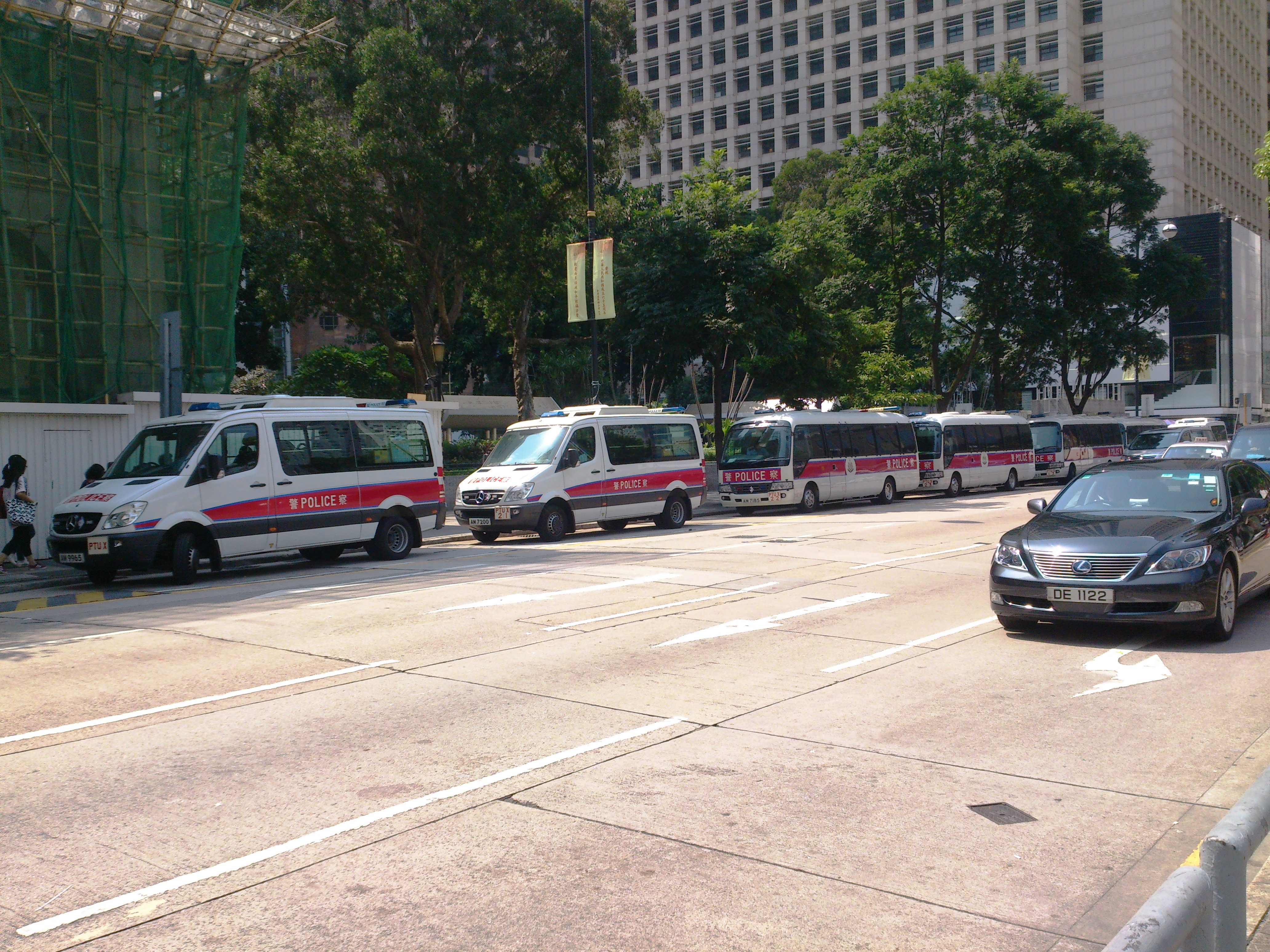
Xe cảnh sát trên một con đường ở Trung Hoàn

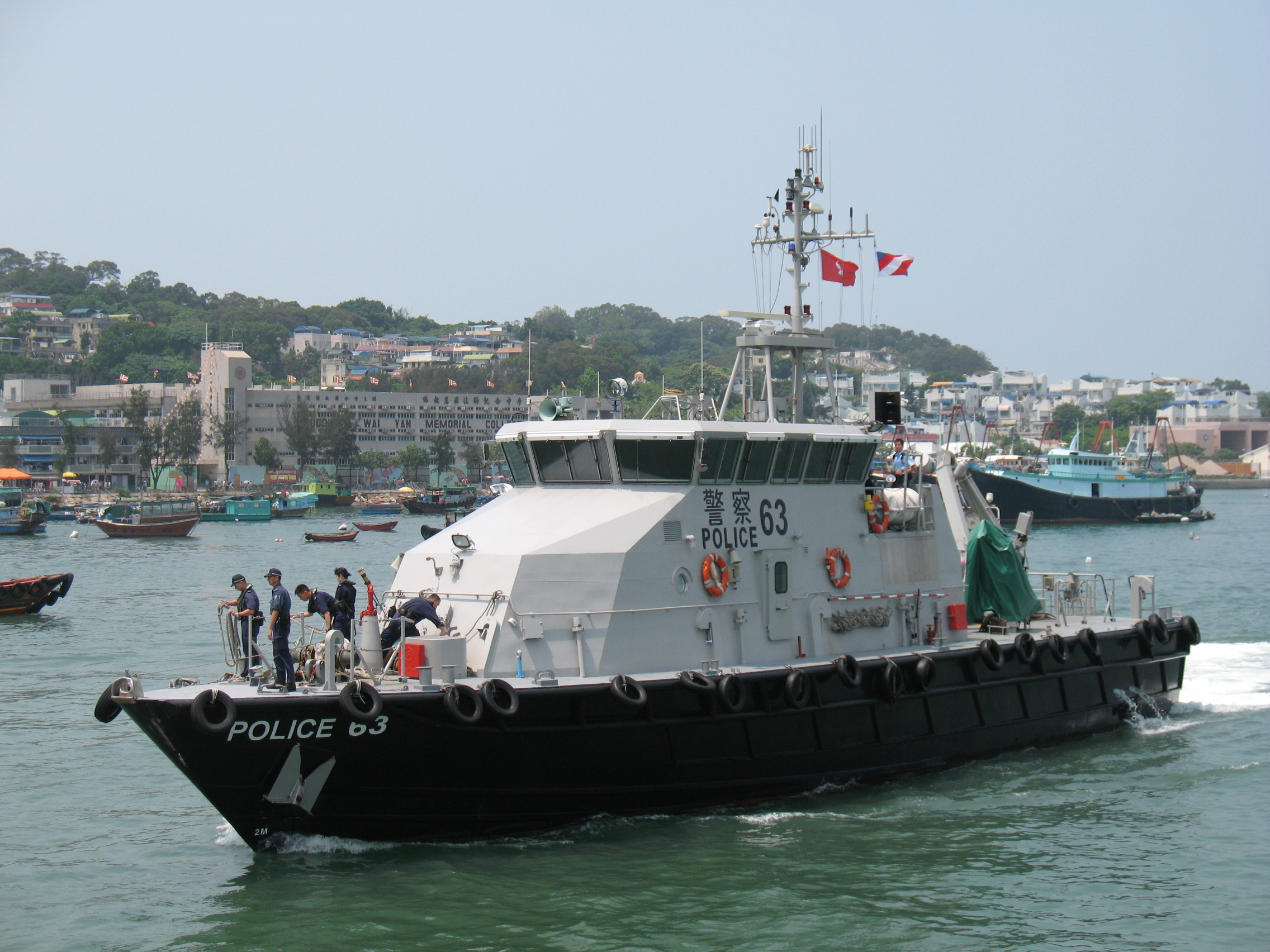
Thuyền tuần tra của Cảnh sát Hong Kong

Hầu hết xe cộ của cảnh sát có màu trắng, có sọc phản quang màu xanh dương và đỏ xung quanh thân xe và chữ "警 Police 察" màu trắng, ngoại trừ xe bọc thép chở quân đặc biệt dành cho Cảnh sát Cơ động (PTU) có màu xanh đen toàn bộ và chữ "警 Police 察" màu trắng trên nền xanh nhạt quanh thân xe. Hầu hết xe cảnh sát ở Hong Kong đều được trang bị đèn hiệu ưu tiên màu xanh dương và đỏ. Những xe chuyên làm nhiệm vụ ở Sân bay quốc tế Hồng Kông có thêm đèn báo khẩn cấp màu vàng. Tất cả xe cảnh sát đều là tài sản của chính phủ và mang bảng số xe bắt đầu bằng chữ "AM".
Từ năm 2008, Cảnh sát Hong Kong đã đưa vào sử dụng mẫu vạch Battenburg cho các xe cảnh sát mới thuộc Tổng bộ Giao thông. Ngoài ra, trên những xe mới này còn có huy hiệu Cảnh sát đặt trước đầu xe mà suốt 2 thập kỷ nay không sử dụng trong thiết kế xe cảnh sát.
Lực lượng Cảnh sát Hong Kong còn có xe thường (không dấu hiệu) để bắt tội phạm trong các hành động, bao gồm những chiếc xe kín đáo vào tốc độ cao như BMW M5 và các loại khác. Cảnh sát còn sử dụng xe thường để theo dõi và thu thập bằng chứng cho các hành vi phạm tội. Ngoài ra để bảo đảm an ninh, xe bọc thép thiết kế dành riêng cho Đội Bảo vệ Nhân vật VIP (WPU) và xe chiến đấu chống đạn dành riêng cho đội Phi Hổ cũng không có dấu hiệu của cảnh sát.
Cảnh sát Hong Kong đã đặt hàng 10 xe gắn máy chạy bằng điện mới để giảm ô nhiễm trong khu trung tâm Hong Kong. Sau đuôi xe hơi của Đội Xung phong (EU), Cảnh sát Cơ động (PTU) và Cảnh sát Giao thông đều có dấu hiệu nhận dạng (không có trên xe motor của Cảnh sát Giao thông), ví dụ như PTUD 1/3. Cụm này có nghĩa là Cảnh sát Cơ động, đội D, tổ 1, xe số 3. Còn của Đội Phan ứng nhanh (EU) theo mẫu như sau: EUKW 23. EU là Đội Xung phong, KW là Tây Cửu Long, 23 là xe số 23 của đội EU Cửu Long. Xe hơi của Cảnh sát Giao thông theo mẫu TKW 2. T là Cảnh sát Giao thông, KW là Tây Cửu Long, 2 là xe số 2 của đội CSGT Tây Cửu Long.